# 丁文燦
丁文灿（?—?），字翰仪。四川嘉定（今乐山）人。清朝政治人物。
乾隆甲子年鄉試中舉，乾隆十年，登乙丑科三甲第152名进士。乾隆二十年至二十四年，任安徽太和县知县；乾隆二十七年至二十九年，任颖上县知縣。乾隆三十年至三十一年，任霍邱县知县；乾隆三十二年至三十五年，任潜山县知县。因政績升任员外郎。著有《蓼蒲涌言》、《蓼蒲饯言》和《游峨诗文集》。